# Magneto-encefalografie

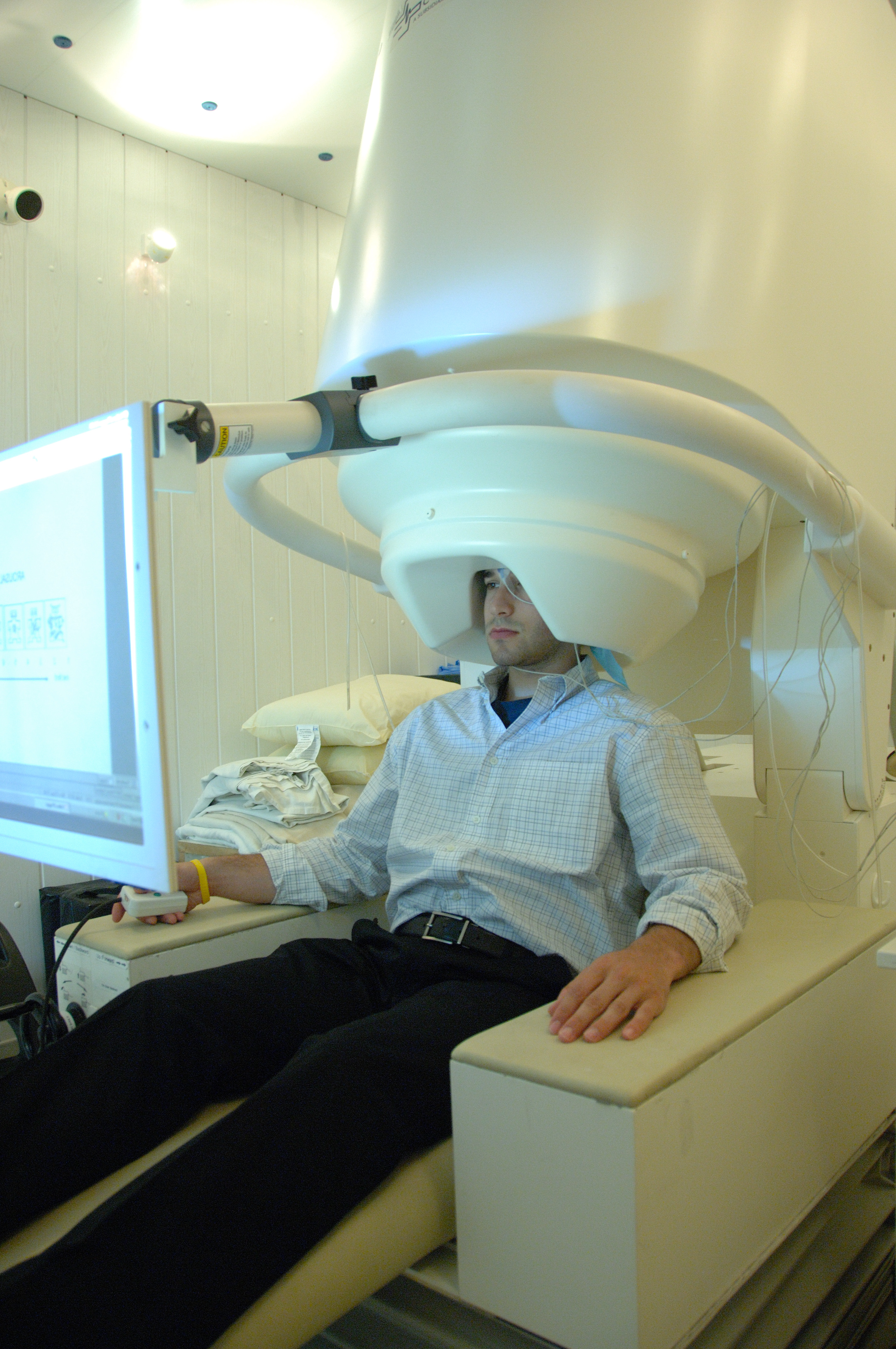
Een man in een MEG-scanner

Magneto-encefalografie (MEG) is een techniek waarmee de hersenactiviteit in kaart kan worden gebracht. Een zeer krachtige magnetometer meet de magnetische velden die van nature ontstaan door activiteit van de hersenen. MEG wordt onder meer gebruikt om waarneming in de hersenen en cognitieve processen te bestuderen, om beschadigde gebieden in kaart te brengen voor een operatie, om de functies van specifieke hersengebieden vast te stellen en voor neurofeedback.
MEG werd in 1968 al ontwikkeld, maar de techniek neemt pas sinds enkele jaren toe in populariteit. Mede dankzij de toename in mogelijkheden met computeralgoritmes en -hardware en de toename in ruimtelijke en temporele resolutie, wordt MEG steeds vaker gebruikt. In Nederland beschikken het VU medisch centrum en het Donders Instituut van de Radboud Universiteit over een MEG-scanner.

## Werking
Door de synchronisatie van de trillingen die ontstaan door hersenactiviteit wordt een zwak magnetisch veld opgewekt. Het magnetisch veld van de hersenen heeft een sterkte van 10 femtotesla (fT) voor corticale activiteit en 103 fT voor het menselijk alfaritme. Deze signalen zijn aanzienlijk zwakker dan de magnetische signalen die in een stedelijke omgeving worden afgegeven en vaak 108 fT sterk zijn. De signalen uit de omgeving vormen een stoorzender, die het erg moeilijk maakt om hersenactiviteit te meten aan de hand van het magnetisch veld.
MEG-signalen (en EEG-signalen) worden afgeleid van het netto-effect van de ionische stromingen in de dendrieten van de hersencellen, die ontstaan door synaptische signaaloverdracht. Volgens de wetten van Maxwell creëert elke elektrische stroom een magnetisch veld. Deze magnetische velden worden met een MEG gemeten. De magnetische velden die door de hersencellen worden gemaakt, zijn zo klein dat 50.000 hersencellen tegelijk actief moeten zijn om een waarneembaar signaal te maken.

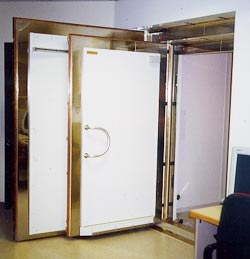
Deur van een MSR, met meerdere lagen die magnetische straling van buiten tegenhoudt.

Om de verstoring uit de omgeving tegen te gaan, wordt een MEG altijd uitgevoerd in een speciale ruimte, de zogenaamde magnetically shielded room (MSR), letterlijk "magnetisch afgeschermde kamer". In deze ruimte wordt alle magnetische straling van buitenaf tegengehouden, waaronder het aardmagnetisch veld.

## Gebruik
MEG wordt voornamelijk gebruikt om het tijdbeloop van activiteiten in kaart te brengen. MEG is veel nauwkeuriger dan bijvoorbeeld functionele MRI (fMRI). MEG kan veranderingen in activiteit met een precisie van sneller dan 10 milliseconden, terwijl fMRI een precisie van enkele honderden milliseconden heeft. Daarnaast is MEG uitermate geschikt om activiteit in de motorische schors, primaire auditieve schors en somatosensibele schors in kaart te brengen.
MEG kan worden gebruikt ter classificatie van onder andere multiple sclerose, de ziekte van Alzheimer, schizofrenie, het syndroom van Sjögren, langdurig alcoholmisbruik en pijn in het gezicht. Dit houdt in dat MEG-scans kunnen worden gebruikt om deze patiënten te onderscheiden van gezonde personen, omdat een ander patroon van hersenactiviteit zichtbaar wordt. Mogelijk kan MEG worden gebruikt in het diagnostisch proces bij mensen waarvan wordt vermoed dat zij een van deze ziekten hebben.
MEG wordt ook vaak gebruikt om de haard van de aanvallen te lokaliseren bij patiënten met epilepsie.